# اگرفویی
ایگرفویل (به فرانسوی: Aigrefeuille) یک کامین در فرانسه است که در Canton of Lanta واقع شده‌است.

## خصوصیات
ایگرفویل ۴٫۶۲ کیلومترمربع مساحت و ۸۹۸ نفر جمعیت دارد و ۲۲۱ متر بالاتر از سطح دریا واقع شده‌است.